# Терёшина, Татьяна Викторовна
Татья́на Ви́кторовна Терёшина (род. 3 мая 1979, Будапешт, Венгерская Народная Республика) — российская певица и фотомодель, бывшая солистка группы Hi-Fi.

## Биография

### Детские годы
Родилась 3 мая 1979 года в Будапеште в семье советского военного. По долгу службы отец много переезжал, и дочь оказывалась вместе с ним в Польше и на Украине. Лишь в 1992 году семья окончательно обосновалась в Смоленске, где девушка окончила среднюю школу и в 1996 году поступила в Смоленский институт искусств на факультет живописи. Помимо школы посещала музыкальные, художественные и балетные кружки. Была солисткой в детском ансамбле.

### Карьера модели
Переехав в Москву, была принята в модельное агентство «Модус Вивендис». Являлась ведущей моделью Point и Fashion, много выезжала для показов в Европу.

### Hi-Fi
В 2003 году, после ухода известной российской фотомодели Оксаны Олешко, в группе Hi-Fi появилось вакантное место, и в кастинге новой участницей была выбрана Терёшина. В составе группы выступала с февраля 2003 по май 2005 года, приняв участие в более чем 500 концертах. Вместе с ней коллектив записал хит «Беда». Группа была номинирована на Премию Муз-ТВ 2005 «Лучший танцевальный проект», которую получила уже после ухода Татьяны, в июне 2005 года.

### Сольная карьера
Первые сольные композиции певицы Тани и дебютный клип «Будет жарко» вышли в 2007 году. Уже в следующем году хитом стала песня «Обломки чувств», которую написал Noize MC. Через год был выпущен клип «Вестерн», совместно с Жанной Фриске. В 2011 году вышел первый сольный альбом Татьяны «Открой мне сердце», куда вошли 20 треков.
Стили композиций Тани — R&B и поп. Съёмками её клипов занимается эстонский кинорежиссёр Хиндрек Маасик, работавший также с Noize MC и группой «Дискотека Авария».
В 2010 году Таня записала клип «Радио Га-га-га», в котором эксплуатируется образ эпатажной американской певицы Леди Гаги. Видео встретило резко неоднозначные оценки: разгромную критику (как слабая попытка пародии и де-факто подражание мировой звезде), признание за ним успешного пиар-хода и желание перенять опыт (вдохновлённые международной версией «Радио Га-га-га» французские диджеи заявили о намерении снять аналогичный клип, где будет обыгрываться Карла Бруни).
С этой композицией Таня была номинирована на Премию RU.TV 2011 «Креатив года», однако уступила в конкурсе группе Quest Pistols.

### Семья
Незарегистрированный брак — телеведущий Слава Никитин (род. 10.04.1987). В сентябре 2015 года Терёшина объявила о разрыве отношений. Дочь Арис (27.12.2013).
Муж (с 15.09.2018) — бизнесмен Олег Курбатов (1995). Сын Арсений-Остап (род. 15 января 2019 года).

## Дискография
| Название          | Информация                                                                               |
| ----------------- | ---------------------------------------------------------------------------------------- |
| Открой мне сердце | - Релиз: 15 апреля 2011 - Лейбл: Invisible Management - Формат: CD, цифровая дистрибуция |

### Мини-альбомы
| Название               | Информация                                                                            | Примечание |
| ---------------------- | ------------------------------------------------------------------------------------- | --- |
| Скажи, что любишь меня | - Релиз: 13 августа 2021 - Лейбл: Invisible Management - Формат: Цифровая дистрибуция | \| № \| Название \| Длительность \| \| ------------------- \| ------------------------------- \| ------------ \| \| 1. \| «P.S.» \| 3:04 \| \| 2. \| «Всего хорошего» \| 2:44 \| \| 3. \| «Вселенная» \| 2:57 \| \| 4. \| «Скажи, что любишь меня» \| 3:09 \| \| 5. \| «Скажи, что любишь меня (Slow)» \| 3:37 \| \| Общая длительность: \| Общая длительность: \| 16:00 \| |
| №                      | Название                                                                              | Длительность |
| 1.                     | «P.S.»                                                                                | 3:04 |
| 2.                     | «Всего хорошего»                                                                      | 2:44 |
| 3.                     | «Вселенная»                                                                           | 2:57 |
| 4.                     | «Скажи, что любишь меня»                                                              | 3:09 |
| 5.                     | «Скажи, что любишь меня (Slow)»                                                       | 3:37 |
| Общая длительность:    | Общая длительность:                                                                   | 16:00 |

## Видеография
| Год                    | Клип                           | Режиссёр                      | Альбом                 |
| В составе группы Hi-Fi | В составе группы Hi-Fi         | В составе группы Hi-Fi        | В составе группы Hi-Fi |
| ---------------------- | ------------------------------ | ----------------------------- | ---------------------- |
| 2004                   | «Беда»                         | Павел Есенин                  | без альбома            |
| Сольная карьера        |                                |                               |                        |
| 2007                   | «Будет жарко»                  | Хиндрек Маасик                | Открой мне сердце      |
| 2008                   | «Обломки чувств»               | Хиндрек Маасик                | Открой мне сердце      |
| 2008                   | «Точки над i»                  | Хиндрек Маасик                | Открой мне сердце      |
| 2009                   | «Вестерн» (feat. Жанна Фриске) | Хиндрек Маасик                | Открой мне сердце      |
| 2010                   | «Радио Га-га-га»               | Хиндрек Маасик                | Открой мне сердце      |
| 2011                   | «Понимай»                      | Хиндрек Маасик                | Открой мне сердце      |
| 2012                   | «Этим утром»                   | Хиндрек Маасик                | без альбома            |
| 2012                   | «Жизнь за одну ночь»           | Павел Ананасов, Слава Никитин | без альбома            |
| 2013                   | «Война» (feat. Johnyboy)       | Елена Кипер                   | без альбома            |
| 2013                   | «Встреча» (feat. Джиган)       | Роман Трофимов                | без альбома            |
| 2014                   | «Прости»                       | Роман Трофимов                | без альбома            |
| 2017                   | «Пушка»                        | Таня Терёшина                 | без альбома            |
| 2018                   | «Виски»                        | Хиндрек Маасик                | без альбома            |